# Protepicorsia pozuzoa
Protepicorsia pozuzoa là một loài bướm đêm trong họ Crambidae.